# Innercity
Die Innercity war eine jährliche Veranstaltung der elektronischen Tanzmusik, die von 1999 bis 2006 vom niederländischen Entertainment- und Medienunternehmen ID&T im Kongresszentrum RAI Amsterdam organisiert wurde. Im Jahr 2000 gab es zusätzlich noch eine „Innercity Tour“, mit Veranstaltungen in Belgien, Israel, Deutschland und Barcelona.
Ursprünglich war die Veranstaltung stark auf die Musikstile Trance und Hardstyle ausgerichtet. Oftmals gab es ein besonderes Thema des Abends, wie z. B. Moskau (2002), Brasilien (2003) und Las Vegas (2004). Nach einem enttäuschenden Verkauf der Ausgabe 2004, wurde das Konzept gewechselt und das Musikspektrum wurde stärker auf House und Electro-House ausgerichtet. Nach den ebenfalls enttäuschenden Ticketverkäufen 2005 und 2006 wurde 2007 beschlossen, das Konzept ruhen zu lassen. Die Party, die traditionell immer am Ende des Jahres in der RAI stattfand, wird es nicht mehr geben. An ihrer Stelle wurde dort die Thunderdome veranstaltet. ID&T ließ verlauten, dass sie planten, mit Innercity zurückzukehren, aber sie sind noch auf der Suche nach einem neuen Veranstaltungsort, der besser zum Konzept passen würde.

## Veranstaltungen
| Jahr | Datum        | Ort                                 | Hymne                              | Headliner                                                                                            |
| ---- | ------------ | ----------------------------------- | ---------------------------------- | --- |
| 1999 | 20. Februar  | RAI Amsterdam                       | Cygnus X - The Orange Theme        | Sven Väth, Erick E, Carl Cox, Tiësto, Jeff Mills, Yves Deruyter                                      |
| 1999 | 11. Dezember | RAI Amsterdam                       | Rank 1 - Airwave                   | Dave Clarke, Erick E, Ferry Corsten, DJ Hell, Jeff Mills, Phats & Small, Richie Hawtin, Roog, Tiësto |
| 2000 | 22. April    | Expo Brüssel, Brüssel, Belgien      |                                    | Monika Kruse, Kevin Saunderson, Rank 1, Yves Deruyter, Derrick May, Tiësto                           |
| 2000 | 2. Juni      | Elat-Wüste, Eilat, Israel           |                                    | |
| 2000 | 10. Juni     | Kölnarena, Köln, Deutschland        |                                    | Tiësto, Rank 1, Sven Väth, Carl Cox, DJ Jean, Tiefschwarz, DJ Tonka                                  |
| 2000 | 22. Juli     | Palau St. Jordi, Barcelona, Spanien |                                    | |
| 2000 | 30. Dezember | RAI Amsterdam                       | Marco V - In Charge                | Marco V, Paul van Dyk, Sven Väth, Erick Morillo, Tiësto                                              |
| 2001 | 29. Dezember | RAI Amsterdam                       | Marco V - G.O.D.D.                 | Marco V, Mauro Picotto, Sven Väth, Junior Sanchez, Dave Clarke                                       |
| 2002 | 21. Dezember | RAI Amsterdam                       | Benjamin Bates - Locked Up         | Benjamin Bates, Tiësto, Marco V, Sven Väth, Lady Dana, Sander Kleinenberg, Laidback Luke             |
| 2003 | 20. Dezember | RAI Amsterdam                       | Cave - Carnival (Max Walder Remix) | Tiësto, Sven Väth, Paul van Dyk, Benjamin Bates, Dave Clarke, Mauro Picotto, Johan Gielen, DJ Luna   |
| 2004 | 18. Dezember | RAI Amsterdam                       |                                    | |
| 2005 | 17. Dezember | RAI Amsterdam                       |                                    | |
| 2006 | 16. Dezember | RAI Amsterdam                       |                                    | |